# 原奈津子
原奈津子（日语：／ Hara Natsuko，1988年7月6日—），日本女性配音員、演員、偶像藝人。Crocodile所屬。出身於愛知縣安城市。身高161cm。A型血。暱稱：。

## 經歷、人物
作為家鄉愛知縣當地的全方位藝人以live活動為中心，並擔任愛知縣北設樂郡設樂町觀光大使。
2013年，作為愛知縣事業，在CBC電台的單元演出等等，並被《中日新聞》的地方新聞以及東三河版介紹。
同時作為配音員經歷日本播音演技研究所、國際媒體學院、IAM Agency，2015年以5分鐘電視動畫《JK飯！》出道。2016年現在是Crocodile所屬。
2016年6月，因查出罹患早期癌症，為了治療而取消原定出席的各種活動。同年9月，出任日本職業籃球聯賽香川五箭隊的名譽大使。
2016年以降，擔任警視廳吉祥物「Pipo-kun」的配音，為其宣傳影像和網路動畫獻聲。

## 演出作品
※粗體字表示說明飾演的主要角色。

### 電視動畫
2015年
- JK飯！（日语：JKめし!）（佐伯麗奈）
- 城下町的蒲公英（主婦）

2016年
- 雨色可可 in Hawaii（Shine[6]）
- 鬼斬（天照[7]）
- 謎解音（網野解音[8]）
- 麵包與和平！（佐倉亞美[9]）
- 美少女遊戲組合 Crane Game Girls（日语：美少女遊戯ユニット クレーンゲール）（未來[10][11]）2系列

2017年
- ElDLIVE宇宙警探（尤塔、操作員）
- 動物朋友（原牛）
- Love米 -WE LOVE RICE-（日语：ラブ米 -WE LOVE RICE-）（愛女[12]、廣播、聲音學習指導）2系列
- 不要輸!! 惡之軍團！
- 青春歌舞伎（村瀨蜻蜓的母親）
- 不正經的魔術講師與禁忌教典（死者、中毒者）
- KAITO×ANSA（日语：カイトアンサ）（網野解音[13]）
- 海天使的燈火（月橋杏子[14]）
- 第一次的辣妹（椎名心[15]）
- 將國戡亂記（阿拉巴族B）
- 來自深淵（人群、伊里姆）
- 名偵探柯南（百地久留美）
- aiseki MOGOL GIRL（日语：aiseki MOGOL GIRL）（春子[16]）

2018年
- gd men gdgd men's party（日语：gdメン）（梅洛迪[17]、偶像、女僕）
- 牙鬥獸娘（粗科涼子[18]）
- ALICE OR ALICE ～妹控哥哥與雙胞胎妹妹～（柯莉）
- Angolmois 元寇合戰記（佐奈[19]、國府女、女、刀伊祓女）
- 小邪神飛踢（橘芽依[20]）
- 千緒的通學路（女高中生）
- 昴宿七星（壞小孩）
- 我喜歡的妹妹不是妹妹（書店女店員）
- SSSS.GRIDMAN（女性教師）

2019年
- 雨色可可 sideG（可可[21]）
- 盾之勇者成名錄（莉希雅[22]、冒險者）
- 騷亂時節的少女們。（竹山祐子）
- 貓貓日本史（日语：ねこねこ日本史）（笠女郎、諏訪姬）

2020年
- 理科生墜入情網，故嘗試證明。（奏言葉[23][24]）
- 小邪神飛踢'（橘芽依、魔獸4）

2021年
- 如果這叫愛情感覺會很噁心（柿原）
- 終末的後宮（民生長官）

2022年
- 理科生墜入情網，故嘗試證明。r=1-sinθ（奏言葉）
- 盾之勇者成名錄 Season 2（莉希雅）
- 杜鵑婚約（同班同學、秘書）
- 來自深淵 烈日的黃金鄉（梅喵）
- 小邪神飛踢X（橘芽依）

2023年
- 盾之勇者成名錄 Season 3（莉希雅[25]）

2025年
- 盾之勇者成名錄 Season 4（莉希雅[26]）

### OVA
2017年
- 第一次的辣妹（椎名心）[注 1]

### 電影動畫
2019年
- 知道天空有多藍的人啊
- 只想受到你的歡迎。
- Coluboccoro（日语：コルボッコロ）（西瓜）
- 我們的七日戰爭 （咲良）

2020年
- 來自深淵：啟程的黎明（咪喵）
- HoneyWorks 10th Anniversary “LIP ×LIP FILM×LIVE”（日语：LIP×LIP FILM×LIVE〜この世界の楽しみ方〜）

### 網路動畫
2017年
- Pipo-kun動畫（Pipo-kun（日语：ピーポくん））

2018年
- B：彼之初

### 遊戲
2015年
- 少女射擊GAL☆GUN DOUBLE PEACE（日语：ぎゃる☆がん だぶるぴーす）（坂口霞、並木珊瑚）

2016年
- 鬼斬 ～日本之旅RPG～（天照[27]）

2017年
- Q&Q司書解答者（天文對話、榛名都冬）

2019年
- 鎖鏈戰記（莉西亞）
- ARCA LAST 終焉世界與歌姬的果實（娜汀婭）
- （井伊直虎[28]）
- 伊蘇IX -怪人之夜-（英格麗特審判官[29]、西爾艾特[30]）
- 戰鬥海賊（米拉&彼列）

2020年
- 邪神與廚二病少女 ～神保町放置⼤作戰～（橘芽衣[31]）
- 野生少女（愛特瓦爾[32]）
- 姬麻雀（尼德霍格）
- （全盛牛魔王）

2021年
- 怪物彈珠（十文字雷葉）
- 盾之勇者成名錄 RERISE（莉希亞·愛比雷德）
- 碧藍航線（プリンツ·アーダルベルト）

2022年
- m HOLD'EM（リーシア）
- 來自深淵 朝向黑暗的雙星（梅喵）
- 誓約少女（レキシントン、ユニコーン、Z3）

2023年
- ALICE Fiction 漂眇群像（フリージア）
- SEGA NET 麻雀 MJ （ダブルリーチ）
- TEVI（キリア[33]、ユノイア[33]）
- 立方體之星（十文字雷葉[34]）

### 廣播劇CD
- （2017年，八坂遙[35]）

### 外語配音
※除了表格的作品之外，依英文名稱及英文原名排序。

#### 電影／電視影集
| 作品年份 | 作品名稱                                     | 配演角色               | 演員                  | 媒介       |
| -------- | -------------------------------------------- | ---------------------- | --------------------- | ---------- |
| 2015     | 巴黎雙霸                                     | 雅里                   | 愛麗絲·貝萊迪         | DVD版本    |
| 2015     | 臨時保姆2                                    | 喬瑟芬                 | 喬瑟芬·德雷           | DVD版本    |
| 2016     | 大法師 (2016年電視影集)                      | 奇莎·馬克斯            | －                    | DVD版本    |
| 2017     | 今晚打喪屍                                   | 葉真一                 | 顏卓靈                | DVD版本    |
| 2017     | 陷害                                         | 克勞蒂亞               | 克勞蒂亞·彭斯         | BD&DVD版本 |
| 2017     | 千萬別睡著                                   | 肖恩·艾德蒙            | 查爾比·迪恩·克萊克    | WOWOW版    |
| 2017     | 血豬                                         | 莎夏                   | 梅莉莎·特卡茲         | DVD版本    |
| 2018     | 捉妖記2                                      | 朱金真                 | 李宇春                | DVD版本    |
| 2018     | 似曾相識                                     | 智敏                   | 南奎里                | DVD版本    |
| 2018     | 魔蠍大帝5：靈魂之書                          | 梅諾佛                 | 英奇·貝克曼           | BD版本     |
| 2018     | 嗜血派對                                     | 艾莉絲                 | 維吉尼亞·加德納       | BD&DVD版本 |
| 2019     | 噩夢實驗                                     | 史韋特蘭娜             | 亞歷山德拉·德羅茲多娃 | DVD版本    |
| 2019     | Domovoy                                      | 薇卡                   | 葉卡捷琳娜·蓋瑟娃     | DVD版本    |
| 2019     | 揀擇－女人們的戰爭                           | 姜恩普／姜恩琦草香多燕 | 陳世娫〈分飾二角〉－  | DVD版本    |
| 2020     | Sprite Sisters - Vier zauberhafte Schwestern | 弗蘿拉                 | 莉莉絲·茱麗葉·喬納    | DVD版本    |
| 2020     | 魔幻三小強                                   | －                     | －                    | DVD版本    |
| 2020     | 隱市奇聞錄                                   | 白青蘿                 | 郜思雯                | DVD版本    |
| 2020     | 妖舞炎奇譚                                   | 白青蘿                 | 郜思雯                | DVD版本    |
| 2021     | 武動乾坤：九重符塔                           | 青檀                   | 李覓爾                | DVD版本    |

#### 動畫
- 仙戒奇緣（繼母）
- 迪麗麗的奇幻巴黎（柯蕾特·威利）
- 龍之谷：破曉奇兵（莉雅[40]）
- 兩支尾巴（巴茲）
- 小美人魚之海盜來襲（安妮）
- 白雪公主之神秘爸爸（白雪公主）

### 廣播節目
※記號表示說明網路廣播。
- 譽天☆放送部（2009年，岐阜放送電台）
- JK飯！電台（日语：JKめし!#ラジオ）（2015年－2016年，CBC電台[41]）
- HARAHARA原奈津子的RADI飯！（2016年，西日本放送）
- 美少女遊戲組合 Crane Game Girls的地球防衛隊是在做什麼？（日语：美少女遊戯ユニット クレーンゲール#Webラジオ）（2016年，HiBiKi Radio Station（日语：HiBiKi Radio Station））※[42]
- （2018年－，西日本放送）[43]
- Coco☆Roco Crocodile（2019年－，西日本放送）[44]

### 廣播劇
- （三日月）
- ！（山口多惠）
- （少女A）

### 網路節目
- 神之手 倉庫番（2017年－，SHOWROOM）※節目主持人
- 妖侍（日语：妖侍）（2015年，YouTube）－飾演 阿銀[45]

### 電視節目
※記號表示說明網路電視。
- （2016年，TOKYO MX）－〈聲音演出〉
- （2016年－2019年，TOKYO MX）－週四戶外記者（－2017年9月）[46]、週四氣象主播（2017年10月－）
- Business Flash（日语：ビジネスフラッシュ (千葉テレビ放送)）（2017年－2018年，千葉電視台）－負責小單元[47]
- 金曜競馬CLUB（日语：金曜競馬CLUB）（2017年－，千葉電視台、埼玉電視台）－節目助理[47][48]
- （2018年－，BS富士）－負責單元[49]
- （2019年－，WALLOP（日语：WALLOP））※

### 電視廣告
- （風呂給湯器、近畿生活服務）[50]

### 電視劇
- 成熟女子（2015年，富士電視台）－契約社員

### 真人電影
- 絕不原諒你（2018年）－美容整形外科醫師

### 舞台
- 第六天魔王最期 ～夏目漱石推理帳～（2014年，明智聰子）

### 其它活動
- 警視廳宣傳活動影像（2016年，Pipo-kun（日语：ピーポくん）[51]）

## 音樂作品

### 單曲
| 枚數 | 發行日期                             | 單曲名稱（日文名稱） | 規格編號 | 出版唱片、備註                       |
| ---- | ------------------------------------ | -------------------- | -------- | ------------------------------------ |
| 1st  | 2009年8月16日 2013年9月4日（限定盤） | 灰姑娘女孩（シンデレラガール）       | －       | PAPERMOON K-DISC（Amazon專售限定盤） |
| 2nd  | 2009年9月23日 2013年9月4日（限定盤） | SKIP LaTaTaTaTa♪（スキップLaTaTaTaTa♪） | －       | PAPERMOON K-DISC（Amazon專售限定盤） |
| 3rd  | 2009年11月1日 2013年9月4日（限定盤） | Shooting☆Star        | －       | PAPERMOON K-DISC（Amazon專售限定盤） |

### 角色歌曲
| 發行日期 | 標題                        | 名義                                                                                                   | 曲名               | 備註                                                         |
| 2016年   | 2016年                      | 2016年                                                                                                 | 2016年             | 2016年                                                       |
| -------- | --------------------------- | --- | ------------------ | ------------------------------------------------------------ |
| 6月22日  | 動畫盤                      | 未來（原奈津子）、彩日花（德井青空）、響子（佐佐木李子）                                               | 「」               | 電視動畫《美少女遊戲組合 Crane Game Girls》片尾主題曲        |
| 11月16日 | 絕對的晴天青空 Crane Game盤 | 宇宙防衛隊                                                                                             | 「」               | 電視動畫《美少女遊戲組合 Crane Game Girls Galaxy》片頭主題曲 |
| 2017年   |                             | |                    |                                                              |
| 11月22日 | aikiseki girls              | 春子（原奈津子） feat.富由美（加藤諒）                                                                 | 「aikiseki girls」 | 電視動畫《aiseki MOGOL GIRL》片尾主題曲                      |
| 11月22日 | aikiseki girls <TYPE-A>     | 春子（原奈津子）                                                                                       | 「」               | 電視動畫《aiseki MOGOL GIRL》相關歌曲                        |
| 2020年   |                             | |                    |                                                              |
| 2月5日   | 滿福動畫盤                  | 雪村心夜（內田雄馬）、氷室菖蒲（雨宮天）、奏言葉（原奈津子）、棘田惠那（大森日雅）、犬飼虎輔（福島潤） | 「」               | 電視動畫《理科生墜入情網，故嘗試證明。》相關歌曲             |

### 其它參加樂曲
| 發行日期       | 商品名稱                | 主唱     | 樂曲 | 備註                   |
| -------------- | ----------------------- | -------- | ---- | ---------------------- |
| 2017年11月22日 | aikiseki girls <TYPE-B> | 原奈津子 | 「」 | 綜藝節目《》片尾主題曲 |

## 腳註

## 外部連結
- Crocodile公式官網的聲優簡介 （页面存档备份，存于） （日語）
- （日語）－原奈津子的官方個人部落格。
- 原奈津子SHOWROOM （页面存档备份，存于） （日語）
- 原奈津子的X（前Twitter） （日語）
- 原奈津子的Instagram帳戶 （日語）